# Ovale
 (juin 2023).
Si vous disposez d'ouvrages ou d'articles de référence ou si vous connaissez des sites web de qualité traitant du thème abordé ici, merci de compléter l'article en donnant les références utiles à sa vérifiabilité et en les liant à la section « Notes et références ».
Pour les articles ayant des titres homophones, voir Hautval et oval.

Un ovale avec un seul axe de symétrie.

Dans le sens étymologique, un ovale est une courbe plane ressemblant au contour d'un œuf.
En mathématiques, il n'y a pas de définition précise, mais l'appellation ovale a été donnée à deux familles de courbes (qui ne sont pas convexes dans tous les cas) : les ovales de Cassini et les ovales de Descartes. 

Contour de stade.

Trois autres courbes ayant des définitions mathématiques précises sont considérées comme des ovales :
- l'ellipse (cercle ayant subi une affinité ou vu en perspective)
- l'anse de panier (formée d'arcs de cercles)
- le contour oblong d'un stade de course à pied (un rectangle avec deux demi-cercles)

L'adjectif est « ovale ». Dans le terme « ballon ovale » qui désigne le ballon de certains sports comme le rugby ou le football américain, ovale est à prendre dans son sens populaire et non mathématique puisque le ballon est un volume et non une figure plane (la section étant néanmoins une ellipse et donc un ovale).

Ellipse
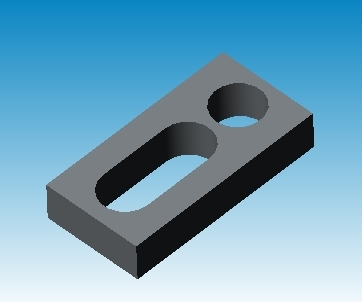
Trou oblong
Ballon de rugby
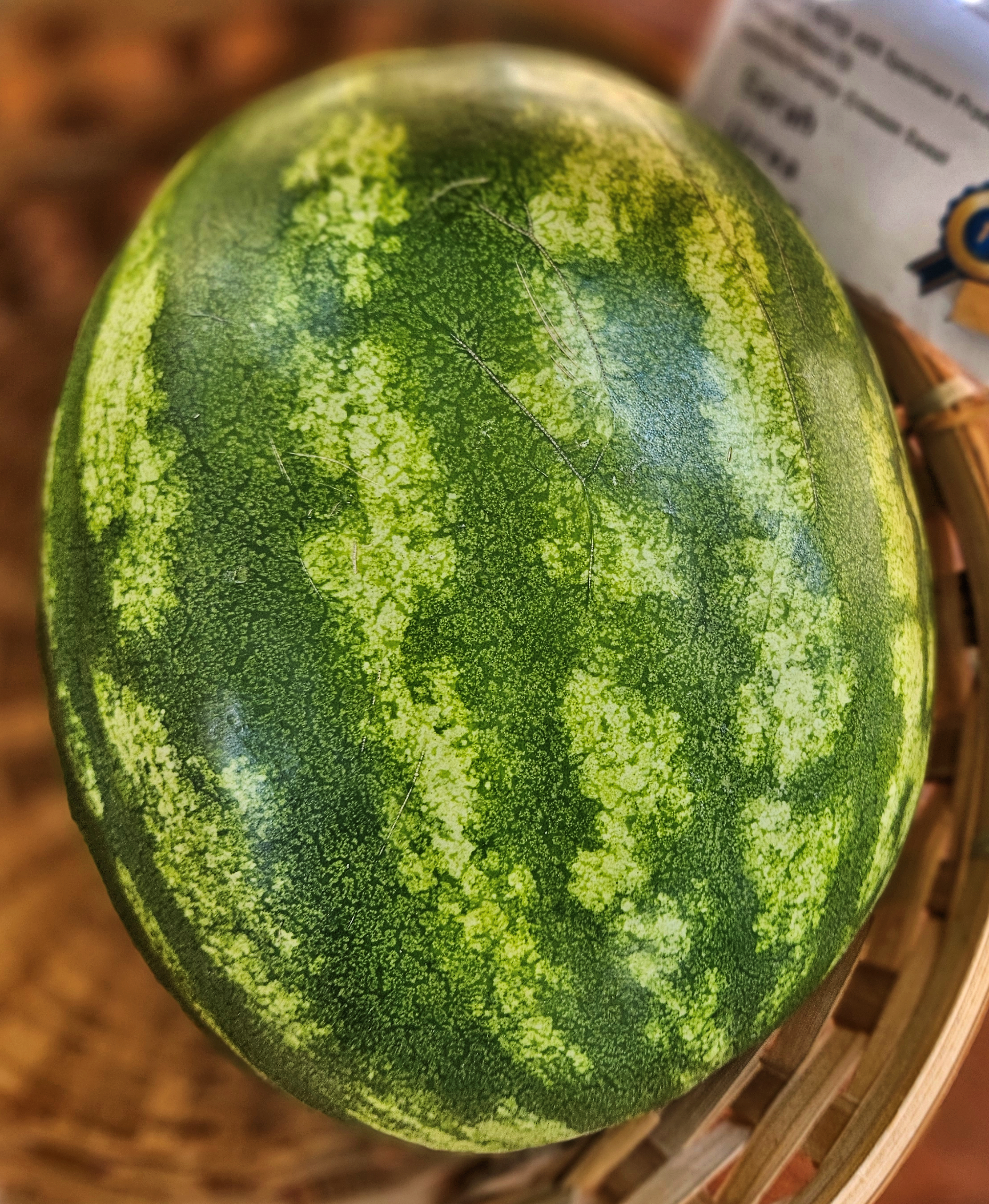
Pastèque Crimson Sweet